# Michel Foucault

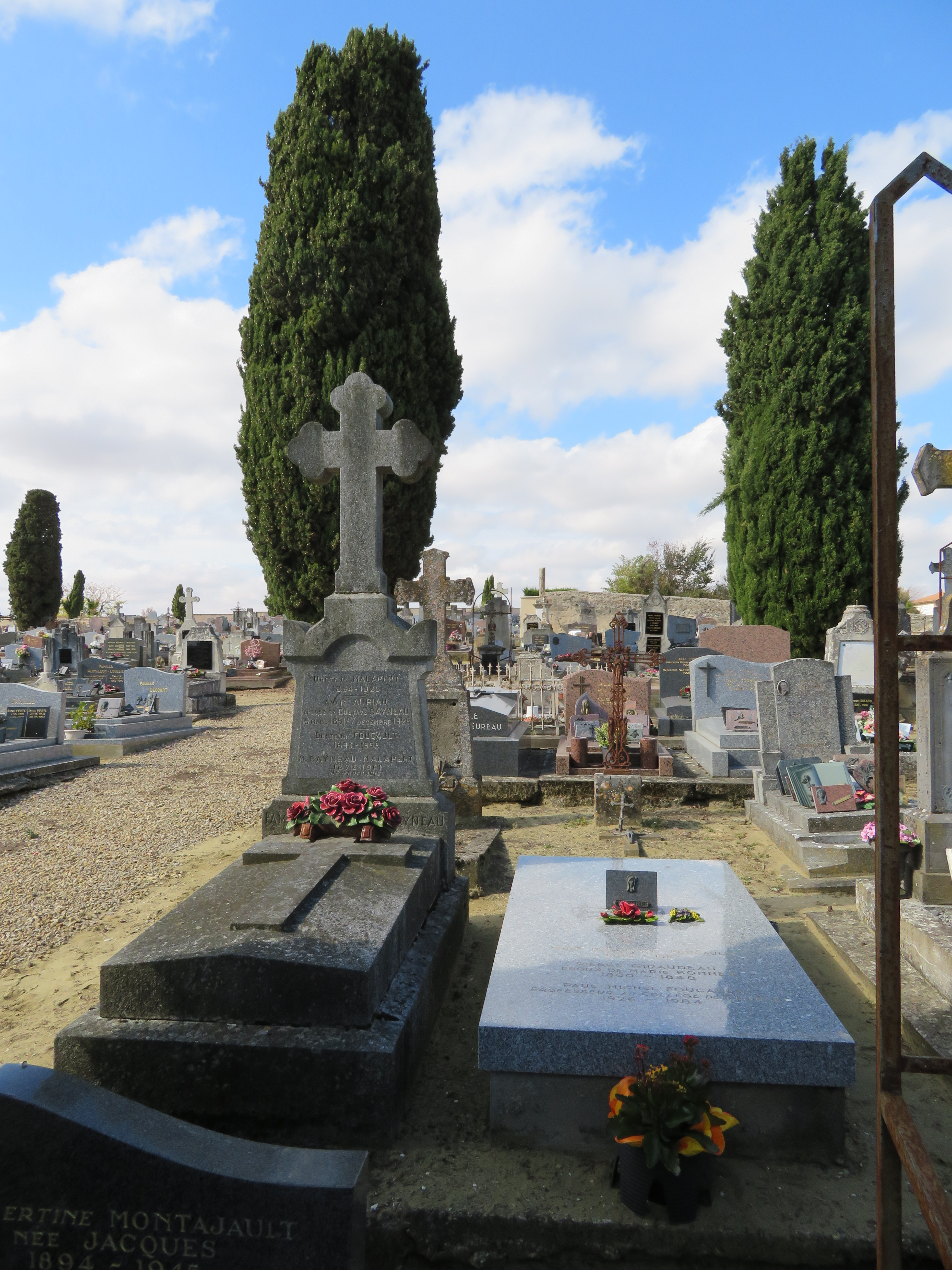
Michel Foucaults familjegrav i Vendeuvre-du-Poitou.

Paul-Michel Foucault, född 15 oktober 1926 i Poitiers i Vienne, död 25 juni 1984 i Paris, var en fransk filosof och idéhistoriker, med särskild inriktning på psykologi och sociologi. Han var även verksam som politisk aktivist.
Foucault räknas av som en av 1900-talets mera inflytelserika tänkare. Med sin kritik av samhälleliga institutioner och maktutövning anses han ha förändrat många vetenskaper på djupet, och bland de begrepp och teorier han lanserat, utvecklat eller populariserat finns biopolitik, statsrasism, normaliseringsprocess, konstruktivism samt en förändrad syn på sexualitet, vansinne, makt och kunskap.
Foucault brukar hänföras till den kontinentala filosofin och kan räknas som en viktig inspiratör för reflektionen kring postkolonialism och globalisering. Sedan 1990-talet har Foucaults politiska idéer uppmärksammats av den italienske filosofen Giorgio Agamben. Efter Foucaults död har såväl filosofiska tidskrifter som föreningar bildats för att studera hans idéer.

## Biografi
Michel Foucault föddes 1926 i Poitiers i en välbärgad släkt från provinsen, som andra barnet av tre, och äldste son. Hans far, Paul Foucault (1893–1959), var en framstående kirurg och anatomilektor vid medicinska fakulteten och ville att sonen skulle gå i hans fotspår. Även farfadern och morfadern var kirurger, och modern Anne Malapert (1900–1987) ärvde sin faders slottslika bostad utanför Poitiers, där familjen bodde omväxlande med ett hus i staden. Sin första utbildning fick han av jesuiter vid Henri IV-läroverket, där han började delta i undervisningen innan han ens fyllt fyra år.
Foucault gick två år i "barnklasserna" fram till 1932, i "primärklasserna" fram till 1936 och i "sekundärklasserna" (motsvarar ungefär svenskt högstadium och gymnasium) fram till 1940 då han började på Saint-Stanislas-skolan, varifrån han utexamineras i juni 1942 med goda betyg i de flesta ämnen förutom filosofi, där han bara får 10 av 20 poäng. Efter en tids förberedelse blev han inskriven vid École Normale Supérieure direkt efter kriget, 1945, och hade bland andra Jean Hippolyte som lärare. År 1948 avlade han examen i filosofi, 1950 i psykologi och 1952 i psykopatologi. I likhet med många andra intellektuella blev han medlem i franska kommunistpartiet, som han blev introducerad i av sin lärare Louis Althusser. Foucault lämnade dock partiet 1953. Året därpå flyttade han till Uppsala och undervisade i franska vid universitetet där under fyra år. 1955–1958 var han föreståndare för Maison de France i Uppsala. Han hade för avsikt att lägga fram sin avhandling Histoire de la folie à l'âge classique ("Vansinnets historia under den klassiska epoken") där, men blev avrådd av Sten Lindroth, professor i idéhistoria, som ansåg att den var full av spekulativa generaliseringar.
Efter Uppsala-vistelsen tillbringade Foucault ett år i Warszawa och ett i Hamburg innan han återvände till Frankrike för att publicera sin avhandling. Samma år mötte han sin tio år yngre blivande livskamrat Daniel Defert. 1960 utnämndes han till professor i filosofi i Clermont-Ferrand, i Tunis 1965, i Vincennes 1968. Under en tid var han i Moskva, varvid han bröt med kommunistpartiet och återvände till Frankrike. Han utnämndes 1970 till professor i idéhistoria vid Collège de France i Paris, där han efterträdde sin tidigare lärare Hyppolite i kamp mot Paul Ricœur och med stöd av Georges Dumézil. Foucault dog 1984 av AIDS-relaterade komplikationer i Paris.

### Politiskt engagemang
Foucault var inledningsvis marxist, och med tiden nietzschean, men bröt flera gånger med den franska intellektuella vänstern, som var mycket radikal och maoistisk vid den tiden. Under praktiskt taget hela sitt liv var han aktivist, och verkade för rättssäkerhet, mot invandrarfientlighet och visade intresse för folkliga revolutioner under sin samtid. Hans kontakter med den intellektuella vänstern återknöts dock gång på gång i sakfrågor där de kunde mötas. De sista åren av hans liv genomsyrades av misströstan på den socialistiska praktiska politiken, och han kom mer och mer att uppfatta en spänning mellan de intellektuella och makthavare.

#### 1950- och 1960-talet
Under ungdomen var Foucault tydligt marxistisk i sin ideologi, liksom de flesta intellektuella i Frankrike, och anslöt sig till Franska kommunistpartiet (PCF) 1950. Nietzsches tänkande kom in i Foucaults liv först omkring 1953, och han lämnade PCF omkring 1954. Sin marxistiska hållning höll han kvar längre än så, fastän den omarbetades och omtolkades under lång tid, och först under början av 1960-talet hade han lämnat marxismen bakom sig. Eftersom Foucault hade tjänst i Tunisien 1968, påverkades han inte vid en första anblick av majrevolten. Under de sista dagarna i maj återvände han till Paris och deltog i ett möte; i Tunis hade studentrevolterna börjat redan 1966 vilka i juni 1967 och framåt urartade till antisemitiska upplopp, som väckte Foucaults avsky. År 1969 samlade han och Jean-Paul Sartre en grupp aktivister, varvid han förenade sig med vänsterrörelsen, och fördömde den franska regeringens agerande mot studenterna. När han började sitt arbete om fängelsernas historia, bildade han en förening, Groupe d'Information sur les Prisons (GIP), som organiserade aktioner, som till exempel samlingar framför fängelser med meddelanden till fångarna med högtalare och bengaliska eldar. GIP blev en stor framgång, och liknande föreningar bildades, oftast av maoister.

#### 1970-talet
År 1971 arrangerade Sartre, Gilles Deleuze och Foucault en aktion mot rasism, till följd av att den 15-årige algeriern Ben Ali Djellali vådaskjutits till döds, och de uppkallade sin förening, Djellali-kommittén, efter honom. Detta blev upptakten till ett långt engagemang för invandrares rättigheter; denna kommitté ställdes emellertid snart inför problem då falanger ville verka för palestiniernas rättigheter och Foucault å sin sida var proisraelisk.
När bland andra Sartre vill skapa en folkdomstol i Frankrike, var dock Foucault avvisande. Sartre och Foucault hade då samarbetat i den radikala arbetartidningen APL, som Foucault deltog i aktivt till 1975 då han bröt med den maoistiska vänsterrörelsen.
År 1977 uppmärksammade Foucault utvisningen av Baader-Meinhof-ligans advokat Klaus Croissant från Frankrike till Västtyskland, men till skillnad från Deleuze gjorde han det på en rättsvetenskaplig grund. Han reste till Tyskland vid verkställandet för att bilda en barrikad mot polisen och fick då ett revben knäckt. I december åkte han igen till Tyskland och blev angiven till polisen varför han fördes till polishuset för undersökning. Om detta skrev Foucault i Der Spiegel att intellektuella ansågs samhällsfarliga, och han demonstrerade till förmån för en tysk advokat i Hannover. Tillsammans med Yves Montand demonstrerade han i Madrid den 22 september 1975 mot att Francoregimen hade dömt elva personer till döden. I samband med detta sade han för första gången att han aldrig mera vill höra talas om Marx.
År 1977 fick han i uppdrag åt den italienska tidningen Corriere della sera att åka till Iran och bevaka händelseutvecklingen där. Han antog erbjudandet, och reste även dit en andra gång, efter Ayatollah Khomeini tagit makten. Han bidrog därmed till opinionsbildningen i frågan. Han har påståtts tala till förmån för revolutionen, vilket han efter 1979 blivit kritiserad för. Efter detta undvek han politiska uppdrag.
Hans föreläsningar 1977–1978 och 1978–1979 vid Collège de France, Sécurité, territoire, population och Naissance de la biopolitique, publicerades 2004. I dessa framträder delvis nya politiska tankegångar och för första gången kommer han in på liberalism och ekonomi, samt statsbegreppets historia.

#### 1980-talet
Med anledning av Foucaults och Sartres engagemang för båtflyktingar från Vietnam 1979 läste han den 19 juni 1981 upp en deklaration vid en presskonferens i Genève: ”Det finns ett internationellt medborgarskap som medför rättigheter, förpliktelser och som förbinder till uppror mot allt missbruk av makt, vem som än utövar den och vem som än är dess offer. När allt kommer omkring är vi alla styrda /---/ Individernas vilja måste få en plats i den verklighet som regeringarna har velat behålla som sitt monopol, ett monopol som man måste ta ifrån dem bit för bit varje dag” (tryckt i Libération 30 juni 1984).
Den 15 december 1981 skrev han och Pierre Bourdieu ett upprop mot den franske utrikesministern Claude Cheysson, som inte ville ha med Solidaritets uppror i Polen ett par dagar innan att göra. I och med detta bröt den intellektuella vänstern med den politiska socialismen. Engagemanget för Polen blev Foucaults sista.
I oktober 1980 blev Foucault gästprofessor vid University of California och gav en rad föreläsningar på ämnet sanning och subjektivitet. I november samma år föreläste han vid Humanities Institute vid New York University. I Kalifornien deltog Foucault i gaylivet i San Francisco Bay Area och han besökte sadomasochistiska bastuklubbar. Genom denna sexuella aktivitet smittades Foucault av HIV och utvecklade senare Aids. Sommaren 1983 ådrog han sig en ihållande torrhosta som han trodde var en lunginfektion. Foucault lades in på La Salpêtrière-sjukhuset i Paris den 9 juni 1984; han uppvisade neurologiska symptom, förvärrade av sepsis. Han avled där den 25 juni.
Han hade då påbörjat ett arbete om de mentala strukturerna hos socialistiska makthavare, men boken publicerades aldrig.

## Foucaults teori om diskurser
Juli–sept 1969 publicerade Foucault artikeln "Qu'est-ce qu'un auteur?" i Bulletin de la Société Française de Philosophie. Artikelns titel har översatts, något olyckligt, till "Vad är en författare" av Henrik Killander; det kan även betyda "skapare" och "upphovsman". Denna artikel blev en av de första där Foucault gör upp med grundandet av diskurser, vilket många ser som en modifikation av Thomas Kuhns teori om paradigmskiften.
Med "auteur" avser Foucault dels författare av litterära texter, konstnärer av målningar, men även upphovsmän av diskurser, som till exempel Karl Marx och Sigmund Freud vilkas böcker blivit strukturer av begrepp och teorier, där införandet av nya begrepp och teorier är ett av diskursens kännetecken; de har "öppnat ett rum för något annat än sig själva, men som de likväl har grundat". Detta är enligt Foucault inte detsamma som att vara grundare av vetenskapsgrenar, som Ferdinand de Saussure grundat lingvistiken eller Georges Cuvier grundat biologin. En vetenskapsgren kan nämligen förvandlas med nya diskurser utan att den upphör eller blir något annat än just den vetenskapsgrenen, medan en diskurs som marxismen eller psykoanalysen inte kan omvärderas och förbli densamma. Foucault menar dock att det inte först och främst är införandet av nya begrepp, texter och hypoteser som är signifikant för grundande av diskurser, utan införandet av skillnader och motsättningar. Denna skillnadsteori skulle han utveckla i efterföljande verk. Begreppen, texterna och hypoteserna består av skillnader, enligt Foucault, genom att något endast är om det inte är något annat; det som inte skiljer sig är brus. Skillnaderna består även av tabun som finns i diskurserna. Begreppen och deras struktur, hypoteserna och dessas uttryck, är detsamma som diskurs, som med de skillnader som presenteras avgränsar sig från bruset.
Senare skulle Foucault återkomma till diskursivitet, i synnerhet i boken L'archéologie du savoir 1969 (Vetandets arkeologi) och installationsföreläsningen L'ordre du discours 2 december 1970 (svensk översättning av Mats Rosengren 1993 Diskursens ordning). Hans utgångspunkt i dessa verk och andra som mer specifikt berör historia, är att varje epok utgörs av diskurser som bestämmer vad som kan tänkas. Vad som utgör en epok avgörs av dess skillnader mot andra epoker, inte dess identitet, struktur, eller vara i sig. I "Qu'est-ce qu'un auteur?" är dock Foucault av den uppfattningen, att företeelsen med auteur av diskurser, som Marx och Freud, uppstod på 1800-talet, och menade inte att de egentligen bara uttryckte och skapade sin epok, som Foucault själv både tillhörde och fjärmade sig från. Dessa slags epok-diskurser blir människor inlemmade i genom utbildningssystemet.
I sina verk om diskurser utgår Foucault från strukturalismen i så måtto att han tänker sig ett metonymiskt samband mellan makro- och mikronivåer, där makronivåns struktur är densamma som mikronivåns. Föreliggande skillnader studeras främst mellan jämsides fenomen, men även fenomen som är brus i en annan diskurs än sin egen, i synvinkeln snarare än i sig själv.

## Filosofi
Foucaults tidiga filosofi klassas ofta som strukturalistisk i samma tradition som Claude Lévi-Strauss och som lärjunge till Dumezil. Senare har Foucault alltmer försökt distansera sig från denna tradition, särskilt i L'Archéologie du savoir ("Vetandets arkeologi"). Han har då kommit att kallas ömsom poststrukturalist, ömsom postmodernist. I likhet med andra samtida franska tänkare inspirerades han inledningsvis av Karl Marx teoribildning och verkade i dennes efterföljd. Han tog med tiden avstånd från Marx, men bekände sig heller aldrig till någon annan filosofi; han påverkades av Friedrich Nietzsche, men utvecklade en egen gren inom samtidens franska diskursanalytiska filosofi; den kontext Foucault utgick ifrån var maktens struktur i meningen. I sina verk har han genomgående en konstruktivistisk infallsvinkel; han gör genealogiska studier av begrepps uppkomst, och sätter dem i samband med makt och dess oundvikliga motstånd. Under åren började han även studera kroppen som ett politiskt objekt, biopolitik. I sina psykologiska analyser fokuserar han på normaliseringsprocesser.
I Vansinnets historia presenterar Foucault en bild av hur vansinnet har definierats som oförnuft i en urskiljningsprocess. Det är inte frågan om psykiatrin eller psykologins historia utan en urskiljningens historia. Foucault har som mål att återvända till den punkt i historien då vansinnet ännu inte skilts ut och därifrån utreda psykiatrins uppkomst som diskurs. Vad som visas är hur strukturer under olika epoker tillåter olika diskurser om det sjuka.
Vetandets arkeologi drar Foucault upp riktlinjerna för en ny vetenskap; en diskurs om diskurser men utan målsättningen att presentera en förborgad lagbundenhet. I Övervakning och straff ligger tyngden på makt och dess dynamik; makt är inget som innehas utan något som utövas. Makt skapar kunskap; det finns ingen makt utan ett motsvarande kunskapsfält.
Foucault har utgivit böcker som berör flera ämnesdiscipliner, och hans betydelse har varit påfallande inom såväl filosofi som idéhistoria, psykologi och sociologi. Av särskild vikt var hans teorier om homosexualitet, där han ansåg att könet är en historisk konstruktion, och om sadomasochism, som han fann vara en intressant förkroppsligad anarki. Han var en samhällsdebattör som kritiserade samhället på djupet, i synnerhet samhällets förhållande till fenomen som anses vara avvikande. Kritiken utgick vanligen från tolkningen i den diskurs fenomenet förekom i, och var ofta mycket provokativ. Centralt för Foucault var tanken om språket som samhällets meningsbärande enhet, och den sfär där makten var konstituerad och konstituerades.

### Makt
Foucaults maktanalyser kommer i två former: empiriska och teoretiska. De empiriska berör historiska (och moderna) maktformer och hur dessa uppstått från tidigare maktformer. Foucault beskriver i sina empiriska analyser tre maktformer:
- Suverän makt
- Disciplinär makt
- Biomakt

#### Foucaults teori om makt
Foucault är i allmänhet kritisk till "teorier" som försöker att ge absoluta svar på "allt", och menade därför att hans egen "teori" om makt snarare var en metod än en "teori" i typisk bemärkelse. Foucault menar att människor i regel missuppfattar makt, och gör därför tydligt att följande maktdefinitioner inte täcker in allt som "makt" innefattar:
- En grupp institutioner och/eller mekanismer som syftar till att medborgare ska lyda och underkasta sig staten (en typiskt liberal maktdefinition).[24]
- Underkastelse till regler (en typisk psykoanalytisk maktdefinition).[24]
- Ett övergripande och förtryckande system där en samhällsgrupp förtrycker en annan (en typisk feministisk och ortodox marxistisk maktdefinition).[24]

Foucault är i sig inte kritisk till att dessa fenomen ska betraktas som makt, utan menar snarare att dessa maktdefinititioner endast beskriver särskilda typer av makt. Det Foucault är kritisk till är alltså att dessa specifika maktformer av dess förespråkare beskrivs som teorier som kan förklara all makt. Vidare menar Foucault att den liberala maktdefinitionen - där makt betraktas som något auktoritärt som utövas från statens sida - effektivt dolt andra former av makt till den grad att människor okritiskt accepterat dem.
Foucaults egen maktteori börjar på mikronivå, med enskilda "kraftrelationer". Richard A. Lynch definierar "kraftrelation" som "det som i sociala interaktioner trycker, uppmanar eller tvingar". Med "kraftrelationer" gör Foucault en medveten liknelse till fysiken, och talar vid flera tillfällen om "maktens mikrofysik". I fysiken är "kraft" det som försätter ett objekt i rörelse, och i Foucaults maktteori har "kraft" en likartad innebörd. Foucault menar att det i sociala interaktioner finns flera kraftrelationer, som ofta överlappar med varandra och/eller går in i varandra. Beroende på kontext kan vissa kraftrelationer vara mer betydande än andra, likt (inom fysiken) gravitation kan vara viktigare än magnetism eller vice versa beroende på kontext. Richard A. Lynch drar en liknelse till en individs val av kläder: när en person väljer kläder påverkas den av flera kraftrelationer, såsom vad dennes vänner kommer tycka, vad ett kärleksintresse skulle tycka, vad den populära gruppen skulle tycka, vad en chef skulle tycka, vad som är "trendigt", o.s.v. Klädvalet behöver inte nödvändigtvis göras för att passa in eller att få någon av dessa grupper/individers godkännande, utan kan också vara ett uttryck för "protest" mot någon av dessa grupper/individer. På ett eller annat sätt så påverkas i alla fall individen av dessa kraftrelationer.
Enligt Foucault är kraftrelation en effekt av de olikheter och ojämlikheter som finns i andra typer av relationer (såsom sexuella, kunskapsmässiga eller ekonomiska relationer). Vidare menar Foucault att makt inte är något externt, eller något som "innehas" av någon viss person. Makt är istället en komplex samling krafter som produceras i varje ögonblick. Makt finns därmed enligt Foucault överallt, eftersom den uppstår från allt. Att kraftrelationer är ett resultat av ojämlikheter och obalans betyder för Foucault att kraftrelationer/makt alltid har mål och syften. Till exempel dikteras ens klädval av faktorer såsom social status, socioekonomisk situation samt vad individen vill förmedla med sitt klädval. På detta sätt kan makten alltså sägas, vad gäller kläder, ha flera syften.
Foucault delar in makten i två delar: taktiker och strategier. Taktiker är makt på mikronivå, som kan exemplifieras i en individs val av kläder, medan strategier är på makronivå, som kan exemplifieras av vad som är "trendigt" i klädväg. Strategier utgörs av kombinationer av taktiker. Samtidigt är makten enligt Foucault ickesubjektiv, vilket innebär att ingen individ eller grupp "har makt". Detta exemplifieras av att ingen person eller grupp kan bestämma över vad som blir "trendigt" i klädväg. Enligt Lynch uppstår här en uppenbar paradox: å ena sidan är makt något som utövas av någon, men samtidigt kan det enligt Foucault inte finnas en "någon" som utövar makten. Lynch menar att denna paradox kan "lösas" på två sätt:
- Genom att betrakta makt som något som når längre än enskilda personer eller gruppers inflytande. Även om individer och grupper till exempel försöker att påverka modet, kan deras interventioner/försök få oförutsedda konsekvenser.[24]
- Även om individer och grupper har fria val, påverkas och begränsas deras val av deras situation.[24]

Enligt Foucault är kraftrelationer i konstant förändring och interagerar konstant med andra kraftrelationer som antingen kan försvaga, förstärka eller förändra kraftrelationerna. Foucault menar även att makt alltid innefattar en dimension av motstånd, och eftersom det alltid finns ett motstånd finns det alltid en möjlighet till att förändra kraft-/maktrelationer. Lynch menar att syftet med Foucaults maktteori är att ge människor en metod till att öka sin självmedvetenhet och öka sin frihet. Detta genom att bli medveten om hur makt formar vårt sätt att vara och tänka på, och hur makten samt vårt sätt att vara på alltid är föränderligt.

#### Suverän makt
Med "suverän makt" syftar Foucault till en maktstruktur som kan liknas vid en pyramid, där en eller ett fåtal individer är på toppen av pyramiden (till exempel en monark) och de "vanliga" människorna är på botten. I pyramidens mittenskikt finns de som utför/verkställer maktinnehavarens order. Typiskt sett har det Foucault definierar som "suverän makt" varit synonymt med "makt". Foucault är kritisk till detta, då han menar att det finns många fler typer av makt än suverän makt.
I historiska absoluta monarkier har brott betraktats som en kränkning av suveränens makt. Bestraffningen har ofta varit spektakulär och offentlig, dels i syfte att avskräcka andra från att begå liknande brott, men också för att hävda suveränens makt. Detta offentliga maktutövande var dock dyrt och ineffektivt - det ledde alltför ofta till att åskådarna sympatiserade med brottslingen. I modern tid, när det istället är "disciplinär makt" som dominerar, har fokus flyttats från brottet till brottslingen. I det disciplinära systemet ska brottslingen disciplineras, eller med andra ord omformas, till att bli en laglydig samhällsmedborgare.
Chloë Taylor beskriver att ett karaktärsdrag för suverän makt är att suveränen har ett rätt att ta liv, rikedomar, tjänster, arbete och produkter. Suveränen har en rätt att subtrahera - att avsluta liv, att utarma eller att förslava liv - däremot har suveränen inte en rätt att reglera eller att kontrollera liv på det sätt som senare sker i de moderna maktsystemen. Enligt Taylor är det denna typ av makt som filosofen  Thomas Hobbes beskriver: Hobbes anser att människans kropp är fri så länge denne bokstavligen inte är försatt i kedjor.

#### Disciplinär makt
Det Foucault kallar för "disciplinär makt" menar Foucault har förekommit före 1500-talet, men då i en mer begränsad omfattning (men ändå med en kritisk roll) inom religiösa grupper. Foucault menar att denna maktform sedan spred sig till skolväsendet, 1600-talets militär och 1700-talets arbetarindustrier. Till en början användes disciplin som ett verktyg för att förhindra oönskade beteenden såsom lathet, men i takt med den disciplinära maktens expansion blev den mer och mer inriktad på att nyttja människors färdigheter på ett så effektivt sätt som möjligt. Det som särskiljer disciplinär makt från andra typer av makt är att den strävar efter att göra kroppen mer lydig ju mer användbar den blir. Detta görs i syfte att nyttja kropparnas förmågor, samt se till att dessa förmågor inte används för att göra revolt mot makten.
Den disciplinära makten har "individer" som objekt, mål och instrument. Foucault menar dock att "individer" som koncept är en konstruktion skapad av den disciplinära makten. Genom den disciplinära maktens teknologier skapas en "rationell självkontroll", som i praktiken innebär att den disciplinära makten internaliseras och därmed inte kräver någon "extern" påtryckning. Enligt Foucault är den disciplinära makten primärt inte ett förtryckande verktyg, utan snarare en "produktiv" maktform. Den disciplinära makten förtrycker inte intressen och begär, utan utsätter kroppar för rekonstruerade beteendemönster i syfte att "omforma" dem så att deras beteenden/begär/tankar formas enligt gällande normer. Detta sker bland annat i fabriker, skolor, sjukhus och fängelsen. Disciplinär makt skapar en viss typ av individer genom att producera nya rörelser, vanor och förmågor. Den fokuserar på detaljer, enskilda rörelser, deras timing och hastighet. Den organiserar kroppen i tid och rum, där varje handling detaljstyrs för maximal effekt. Den använder sig av regler, övervakning, examinationer och kontroller. Kropparnas aktiviteter följer särskilda scheman, som syftar till att leda kropparna mot (av den disciplinära makten) förutbestämda mål. Vidare kombineras kroppar med varandra, som om varje kropp vore en enhet i en större maskin, för att skapa en produktivtet som är större än om kropparnas aktiviteter endast summeras.
Den disciplinära makten har enligt Foucault varit extremt framgångsrik då den nyttjat tre grundläggande tekniker: hierarkisk observation, normalisering av dömande och examinationer.
Kropparna görs konstant synliga för makten genom den hierarkiska observationen. Observationen är hierarkisk såtillvida att det inte endast finns en observatör, utan att det finns en "hierarki" av observatörer. Exempel på detta som Foucault nämner är 1800-talets mentalsjukhus, där läkaren inte var den enda observatören av patienternas beteenden. Även sjuksköterskor, skötare, och städpersonal kunde observera patienterna och föra vidare dessa observationer. Utifrån bland annat observationer och vetenskapliga diskurser etablerar den disciplinära makten en norm som individerna därefter döms utifrån. För att den disciplinära makten ska kunna fortsätta att existera måste detta dömande normaliseras. Foucault beskriver flera karaktärsdrag för detta dömande: (1) alla avvikelser, även mindre sådana, från korrekt beteende bestraffas, (2) upprepade regelbrott bestraffas extra, (3) övningar används som beteendekorrigering och straff (4) belöningar används tillsammans med straff för att etablera en hierarki av "bra" och "dåliga" individer och beteenden, (5) rang/betyg/dylikt används som straff och belöning.
Examinationer kombinerar dessa två tekniker (hierarkisk observation och dömande). Examinationerna objektifierar och individualiserar de observerade genom att skapa omfattande dokumentationer om varje observerad individ. Examinationernas syfte är således att insamla ytterligare information om individerna, spåra deras utveckling samt jämföra dem mot normen.
Foucault menar att "formeln", eller med andra ord det "ultimata" uttrycket för disciplinär makt kan ses i filosofen Jeremy Benthams arkitekturella plan för det "optimala" fängelset: panoptikonet. Ett sådant fängelse består av ett cirkelformat fängelse där varje cell bebos av endast en fånge. I varje cell finns två fönster - ett för att släppa in ljus, och ett som vänder sig mot fängelsets mitt. I denna mitt finns ett torn där en vakt kan placeras för att observera fångarna. Fångarna kan dock inte se om det finns någon vakt eller inte i tornet, vilket leder till att fångara reglerar sitt eget beteende som om de vore konstant övervakade. Foucault nämner att denna konstruktion: (1) skapar en individualitet genom att särskilja fångar från varandra i det fysiska rummet, (2) eftersom fångarna aldrig vet om de är övervakade eller inte, utgår de från att de alltid är det, och blir därmed "sina egna fångvaktare", (3) övervakningen möjliggör ett dokumenterande om fångarna och deras beteenden. Enligt Foucault har panoptikonet använts som mall även för andra disciplinära institutioner, såsom mentalsjukhus på 1800-talet.

##### En tillämpning av disciplinär makt: F. W. TaylorsThe Principles of Scientific Management
Marcelo Hoffman menar att ett exempel på disciplinär makt kan ses i Frederick Winslow Taylors bok The Principles of Scientific Management. Taylors syfte var att öka arbetares effektivitet genom att frånta dem kontrollen över deras arbete och placera denna kontroll hos ledningen. I sin bok beskriver Taylor hur han framgångsrikt ökat effektiviteten hos enskilda arbetare. Han nämner till exempel ett försök att öka mängden råjärn som varje arbetare skötte per dag från 12,5 ton till 47 ton utan att medföra strejk eller andra oönskade beteenden från arbetarna. Här finns alltså ett tydligt exempel på det Foucault beskriver som den disciplinära maktens syfte: desto mer användbar kroppen blir, desto lydigare måste den också bli. Taylor beskriver att han började med att välja ut de 4 (av 75) arbetare som ansågs mest skickliga. Taylor beskriver att de noggrant övervakade och studerade de 75 arbetarna för att se vilka fyra som var bäst lämpade. De studerade även individernas historia, karaktär, vanor och ambitioner. Här ses ett exempel på hur den disciplinära makten skapar en individualitet.
En av de "utvalda" arbetarna kallar Taylor för "Schmidt". Schmidt var enligt Taylor en man med höga ambitioner som satte högt värde vid att tjäna pengar. Schmidt tjänade 61% mer då han gick med på att lyda och att inte protestera. Schmidt blev därefter övervakad och detaljstyrd i varje aktivitet han utförde under de kommande tre åren. Enligt Taylor misslyckades Schmidt aldrig med att lyda eller att klara av den högre arbetsbelastningen.
Ett annat exempel Taylor nämner är när han hade, i en annan industri, räknat ut den otpimala arbetsbördan för varje arbetare. Där hade Taylor utvecklat ett system där varje arbetare inte endast övervakades, utan även bestraffades om de hade misslyckats med att nå upp till den dagliga kvoten under den föregående dagen. Varje dag fick varje arbetare en gul eller vit lapp, där den gula lappen gavs till de som inte nått upp till sin kvot för dagen. De som mottog gula lappar hotades med att omplaceras till ett arbete som var "bättre anpassade efter deras produktiva förmåga", vilket effektivt disciplinerade människor till att arbeta hårdare. Enligt Taylor blev arbetare som fick gula lappar inte omedelbart omplacerade, utan istället skickades en "kompetent lärare" för att visa arbetaren hur arbetet skulle utföras på rätt sätt. Läraren hade dock även i uppgift att övervaka arbetaren och dennes arbetsförmåga. Förutom läraren beskriver Taylor även att arbetarna observerades av andra personer, såsom administratörer, arbetsledare, med flera.

#### Biomakt
Med "biomakt" syftar Foucault till makt över populationer - makt över bios (liv). Biomakten vilar huvudsakligen på normer som internaliseras av människor, snarare än externa maktfigurer. Den uppmuntrar, förstärker, kontrollerar, övervakar, optimerar och organiserar krafterna under den. Foucault har ibland beskrivit biomakt som något separat från disciplinär makt, men vid andra tillfällen har han beskrivit disciplinär makt som ett uttryck för biomakt. Biomakten kan använda disciplinära tekniker, men fokuserar till skillnad från den disciplinära makten på populationer snarare än individer.
Biomakt studerar populationen avseende exempelvis antalet födslar, livslängd, folkhälsa, boende, migration, brott, vilka befolkningsgrupper som är överrepresenterade i normavvikelser (brott/kort livslängd/ohälsa/etc.) och försöker att korrigera dessa normavvikelser. Ett exempel är befolkningens genomsnittsålder. Biomakten intresserar sig för detta bland annat för att kunna förutspå stora förluster i arbetskraft, behov av äldreboenden, o.s.v. Ett ytterligare ett exempel är att den fransk-kanadensiska provinsen Québec haft/har ett stort intresse av att bevara franskspråkigheten i populationen. För att åstadkomma detta har ekonomiska initiativ uppmuntrat fransktalande personer att flytta till landet/regionen. Det har även funnits krav på att icke-fransktalande barn lär sig franska i skolan. Ytterligare ett område av intresse för biomakten är sex, eftersom sex är kopplat till befolkningsökningen. På disciplinär nivå har människor som haft icke-reproduktivt sex/varit ointresserade av reproduktion behandlats för diagnoser såsom "perversion", "frigiditet", och "sexuell dysfunktion". På biopolitisk nivå har populationers användning av preventivmedel kartlagts, vissa befolkningsgrupper har uppmuntrats till att fortplanta sig medan andra befolkningsgrupper (såsom fattiga, sjuka, ogifta kvinnor, kriminella eller funktionsnedsatta) har motverkats från att fortplanta sig.
I biomaktens era har döden blivit en skandal och en katastrof, men trots detta har biomakten enligt Foucault skördat fler offer än någon annan maktform någonsin gjort. Under suverän makt kunde suveränen avrätta människor för att hävda sin makt, samt starta krig enkom för att expandera sitt kungarike eller dylikt. I den biopolitiska eran har krig och mord däremot berättigats med hänvisning till att "skydda livet". Till exempel har folkmord - såsom Nazitysklands försök till att utrota judar, psykiskt sjuka och funktionsnedsatta - försvarats med motiveringen att judar var ett hot mot den tyska hälsan och att medicinsk vård för psykiskt sjuka och funktionsnedsatta dränerade den tyska ekonomin. Enligt Nazityskland vore pengarna som spenderades på psykiskt sjuka och funktionsnedsatta bättre använda för att vårda "livsdugliga" tyskar. Chloë Taylor nämner även USA:s och Storbritanniens invasion av Irak som ett scenario där massmord betraktats som berättigat för att "skydda liv". Motiveringen var att Irak troddes ha massförstörelsevapen och kopplingar till Al-Qaeda. När Bush- och Blairadministrationerna inte hittade några massförstörelsevapen eller kopplingar till Al-Qaeda försvarades istället den militära inblandningen med att Saddam Hussein hade skadat sin egen befolkning. Taylor menar att krig i modern tid behöver "döljas" med "humanitär retorik", trots att krigen ofta medför humanitära katastrofer och stora mängder människor som måste fly från sina hem.
Under 1800-talet uppstod växande slumområden där fattiga, prostituterade och kriminella bosatte sig. Brott, sjukdom och alkoholism var varit i dessa områden, och medelklassen betraktade denna del av befolkningen som "lata" och "omoraliska". Medelklassen befarade även att denna "underklass" till slut skulle "ta över samhället" då underklassens befolkningsökning var högre än medelklassens. Detta gav upphov till den vetenskapliga disciplinen "eugenik"/"rashygien", vars grundare Francis Galton hade inspirerats av Charles Darwins teori om naturligt urval. Galton menade att samhället motverade det naturliga urvalet genom att hjälpa de svaga. Förespråkare av denna ideologi (socialdarwinism), såsom Herbert Spencer, har argumenterat för att det är bättre att låta fattiga, sjuka med flera dö snarare än att hjälpa dem på olika sätt. Detta motiveras då med att de "svagas" negativa kvaliteter skulle sprida sig till resten av befolkningen om de fick fortsätta leva och fortplanta sig. Det har dock även socialdarwinister/eugeniker som förespråkat interventioner som syftar till "förbättringar" i populationen, såsom Nazitysklands försök till att uppmuntra fortplantning hos "lämpliga" tyska kvinnor.

### Kroppen och sexualiteten
Enligt Foucault är kroppen inte något objektivt som är oberoende av historia och kultur, utan snarare något som formats och fortsätter att formas av samhället och historien – till exempel genom arbete, kost, kroppsideal, träning och medicinska interventioner. Foucault presenterar ingen enhetlig teori om kroppen, men skriver om den bland annat i Övervakning och straff samt Sexualitetens historia. Foucault var kritisk till alla rent biologiska förklaringar av fenomen såsom sexualitet, vansinne och kriminalitet. Vidare menar Foucault att kroppen är otillräcklig som grund för självförståelse eller förståelse av andra.
I Övervakning och straff visar Foucault hur makten och kroppen är sammanvävda bland annat genom att den disciplinära makten primärt riktar in sig på individuella kroppar och deras beteenden. Foucault menar att makten, genom att manipulera beteenden (kroppar) även manipulerar människors sinnen. Foucault vänder på det vanliga talesättet "kroppen är själens fängelse", och säger att "själen är kroppens fängelse".
Foucault menar att sexualvetenskaperna försökt hävda sin "vetenskaplighet" genom att hänvisa till det materiella (kroppen). I kontrast till detta menar Foucault att sexualvetenskaperna är pseudovetenskapliga, likaså menar Foucault att "sex" är en pseudovetenskaplig idé. För Foucault är idén om en naturlig, biologiskt grundad och fundamental sexualitet en normativ historisk konstruktion som dessutom varit/är ett maktinstrument. Genom att framställa sex som den biologiska och fundamentala orsaken till människors könsidentitet, sexuella identitet och sexuella beteende har makten effektivt kunnat normalisera sexuellt och könsbetingat beteende. Detta har möjliggjort utvärdering, patologisering och korrigering av kroppars sexuella och könsbetingade beteenden, genom att ställa kroppars beteenden mot det "normala". För Foucault är en "normal sexualitet" lika mycket en konstruktion som en "naturlig sexualitet". Under 1960- och 1970-talet dominerades den populära diskursen av ett argumenterade för "sexuell frigörelse". Den dominerande uppfattningen var då att den "naturliga" sexualiteten förtrycktes av kulturen, borgarmoralen och kapitalismen. Foucault menade däremot att människors syn på och erfarenheter av sexualitet alltid är ett resultat av kultur- och maktmekanismer. Att "frigöra" sexualiteten är för Foucault ett hopplöst projekt, då det enligt Foucualt inte finns någon autentisk/naturlig sexualitet att frigöra. Att frigöra sexualiteten från en grupp normer innebär endast att en annan grupp normer tar dess ställe. Detta innebär dock inte att Foucault menar att motstånd mot makten är lönlös. Det Foucault syftar till är snarare att det är omöjligt att bli helt och hållet fri från maktnätverken. Makt innefattar alltid en dimension av motstånd, och likaså en möjlighet till förändring av maktnätverken samt sättet människor navigerar maktnätverken på.
Enligt Foucault är kroppen inte endast ett lydigt och passivt objekt som domineras av diskurser och makttekniker. Kroppen utgör även ett "frö" till motstånd mot dominerande diskurser och makttekniker. Kroppen är aldrig fullt lydig och upplevelser kan aldrig fullständigt reduceras till språkliga beskrivningar - det finns alltid en diskrepans mellan vad som är möjligt att beskriva med ord och vad som är möjligt att uppleva.
Foucaults syn på den historiska konstrueringen av kroppen genom makt har influerat många feminist- och queerteoretiker. Enligt Johanna Oksala har Foucaults inflytande över genusforskningen varit så stor att han kan betraktas som en av "grundarna" till queerteorin. Den grundläggande idén inom queerteori är att det inte finns några naturliga fundament som ligger bakom identiteter såsom gay, lesbisk, heterosexuell, och så vidare. Istället betraktas dessa identiteter som kulturella konstruktioner som konstruerats genom normativa diskurser och maktrelationer. Feminister har med hjälp av Foucaults idéer studerat olika sätt som kvinnor formar sina kroppar – genom plastikkirurgi, dieter, ätstörningar, med mera. Foucaults historisering av sex har också påverkat feministiska teoretiker såsom Judith Butler, som antagit Foucaults tankar om relationen mellan subjekt, makt och sex för att ifrågasätta könade subjekt. Hon följer Foucault genom att mena att det inte finns något "sant" kön bakom könsidentieten som skulle vara dess objektiva och biologiska fundament. Butler menar dock att om än att Foucault beskriver en kritisk historisering av sexualiteten, sträckar han inte detta till den könade kroppen utan presenterar "naivt" kroppar och njutningar som ett säte för motstånd mot makt. Foucault har även fått kritik från andra feminister, såsom Susan Bordo och Kate Soper.
Johanna Oksala menar att Foucault, genom att hävda att sex/sexualitet är konstruktioner, inte förnekar sexualitetens existens – på samma sätt som att hävda att "kvinnlighet" är en konstruktion inte förnekar existensen av kvinnor. Oksala menar att målet med kritiska teorier såsom Foucaults inte är att frigöra kroppen och sexualiteten från förtryck utan snarare att ifrågasätta och förneka de identiteter som påtvingas som "naturliga" och "essentiella", genom att visa hur dessa identiteter är kulturella konstruktioner.

### Subjekt
Foucault betraktade sitt huvudprojekt som att undersöka hur människor genom historien gjorts till "subjekt". Subjektivitet är för Foucault inte ett tillstånd, utan en praktik - ett aktivt varande. Foucault menar att filosofer ofta betraktat "subjektet" som något givet, naturligt och objektivt. Foucault däremot menar att subjektet är en konstruktion skapad av makt. Foucault talar om "assujettissement", en fransk term som för Foucault syftar till en process där makten skapar subjekt samtidigt som makten förtrycker människor genom normer. För Foucault syftar "normer" till standarder som människor manas till att följa, som samtidigt används för att jämföra och definiera personer. Som ett exempel på "assujettissement" nämner Foucault "homosexuell", ett historiskt betingat begrepp som skapats av sexologin. Foucault skriver att sodomi tidigare hade betraktats som en allvarlig men tillfällig sexuell avvikelse, medan homosexualitet under 1800-talet blev en "art", "gestalt", ett förflutet, en barndom, en typ av liv och en "livsform". "Homosexuella" har av samma makt som skapat denna subjektivitet diskriminerats mot, då homosexualitet betraktats som en avvikelse från den "normala" sexualiteten. Foucault menar dock att skapandet av subjektiviteter såsom homosexualitet inte endast medför negativa konsekvenser för de berörda. Skapandet av det homosexuella subjektet har även gett upphov till fenomen såsom gaybarer och prideparader.
Foucault menar att vetenskapliga diskurser spelat en betydande roll i det disciplinära maktsystemet, genom att klassificera och kategorisera människor, övervaka deras beteende samt behandla dem när deras beteende ansetts abnormalt. Vetenskaper såsom psykiatri, biologi, medicin, ekonomi, psykoanalys, psykologi, sociologi, etnologi, pedagogik och kriminologi har alla kategoriserat beteenden som rationella, irrationella, normala, abnormala, mänskliga, omänskliga, o.s.v. Genom dessa vetenskapliga diskurser har det därmed skapats såväl subjektiviteter som normer, som sedan internaliseras av människor som "sanningar" som de använder för att reglera sina beteenden i syfte att närma sig det vetenskaperna benämnt som "det normala". Foucault menar till exempel att samhällets psykologiska övervakning och de psykologiska vetenskapliga diskurserna skapat en typ av psykologicentrerad subjektivitet, vilket lett till att människor betraktat olycklighet som en brist i sina psyken, snarare än en brist i dennes levnadsmiljö/i samhället. Detta har enligt Foucault även varit ett sätt för samhällets strukturer att motstå kritik - kritik riktat mot samhället har vänts mot individen och dennes psykologiska hälsa.

#### Övervikt som en form av subjektivitet
Cressida J. Heyes menar att Foucaults exempel om homosexualitet som en konstruktion för många kan te sig som inaktuellt. Heyes menar att ett mer angeläget exempel är "övervikt" som en form av subjektivitet. Subjekt skapas på två nivåer - genom biomakt och genom disciplinär makt. Vad gäller biomakt menar Heyes att fetma under 2000-talet betraktats som en "korruption i kroppspolitiken" och en "folkhälsokatastrof". Heyes skriver att det under 2000-talet finns en anti-fetma-diskurs som möjliggjorts av omfattande populationsstatistik och folhälsokampanjer. Dessa uttryck för biomakt förlitar sig dock på disciplinär makt, till exempel i form av att hälso- och sjukvården insamlar statistik om människor (vikt, längd, ålder, m.m.) som sedan används av biomakten. Biomakten försöker minska populationens avvikelse från viktnormen, medan den disciplinära makten försöker få individen att komma närmre viktnormen. Biomakten och den disciplinära makten tillsammans skapar därmed en ny typ av subjektivitet - övervikt, undervikt, normalvikt, och så vidare. Att vara "överviktig" blir inte bara en fråga om vart personen ligger i förhållande till viktnormen, utan även en markör för personens "oförmåga till att reglera sin kroppsvikt". Detta blir fallet inte endast genom de disciplinära institutionernas maktutövande (såsom hälso- och sjukvården), utan även en "bekännelsediskurs" där människor uppmanas att "bekänna" saker såsom deras konsumtionsvanor, vikt, fettprocent, träningsvanor, o.s.v. Heyes menar att ett modernt yttrande av denna bekännelsediskurs kan ses på internetforum centrerade kring vikt och viktnedgång. Dessa forum inkluderar enligt Heyes profiler där varje person bekänner sin "startvikt", nuvarande vikt och målvikt. Ytterligare ett exempel Heyes nämner är videobloggar där personer "skapar en biografi" centrerad kring deras viktnedgång. Likt andra former av subjektivitet innefattar denna typ av subjektivitet inte endast "dåliga" aspekter. Heyes menar att personer med övervikt som identifierar sig med denna typ av subjektivitet kan må bättre, lära sig nya saker (t.ex. om nutrition), och lära sig nya förmågor. Samtidigt som dessa personer alltså kan uppleva "fördelar" av denna subjektivitet, dras de enligt Heyes djupare in i ett disciplinärt maktsystem när de omfamnar denna typ av subjektivitet.

#### Subjektivitet konstruerat av individen själv
Subjektivitet behöver dock inte vara något som externt tvingas på människor, utan kan även etableras i människors relation till sig själva. Detta kan bland annat ske då människor strävar efter att "vara sig själva" eller "hitta sig själva", något Edward McGushin beskriver som något typiskt modernt. I denna strävan efter att "vara sig själv" etableras jaget i två nivåer: som sökare, och som passivt objekt. Det "passiva objektet" består av det "sanna jaget" som det "aktiva jaget" försöker hitta. De antika kynikerna/cynikerna och 1800-talsfilosofen Nietzsche menade att "det sanna jaget" endast kan upptäckas om man utsätts för stora faror och utmaningar. Stoikerna och Descartes menade däremot att "jaget" kan upptäckas genom tyst och ensam introspektion. Ytterligare ett exempel är Sokrates, som menade att självinsikt endast är möjlig genom provokativ dialog med andra, där debattörerna ifrågasätter varandras grundläggande uppfattningar om sig själva och världen. Foucault däremot menar att "subjektivitet" är en process snarare än ett varande. Foucault menar att det inte finns något sådant "kärnjag", utan att "kärnjaget" är en typ av subjektivitet som konstrueras i dessa "självsökande" praktiker. Genom att "söka efter sig själv" skapar personen en relation till sig själv, och därmed skapas också en form av subjektivitet. Enligt Foucault är subjektets form dock till stor del redan formad (av makt) innan dessa "självsökande" praktiker påbörjats. Skolor, arbetsplatser, hushåll, myndigheter, underhållningsmedia och sjukvården har alla, genom disciplinär makt, bidragit till att forma människor till att vara "lyckliga, hälsosamma och produktiva samhällsmedborgare".

### Frihet
Foucault menar att makt alltid utövas över "fria" individer. Todd May definierar Foucaults frihetskoncept som "det vi kan göra av oss själva inom vår specifika historiska kontext". Foucaults frihetkoncept handlar således inte om att bli "lämnad ifred" från en förtryckande auktoritet, utan snarare om en förmåga till att kunna återskapa oss själva till att bli någonting annat, inom vår specifika historiska kontext. En förutsättning för detta är att människor förstår sin situation, såsom hur de påverkats och påverkas av olika former av makt. Todd May menar att Foucaults verk som berör den disciplinära makten och sexualitetens historia beskriver två aspekter av hur makt format människors sätt att vara, tänka och agera, men att det alltid finns aspekter av vår formation som vi inte känner till, vilket enligt May gör det ständigt angeläget att fortsätta utföra den typ av analyser som Foucault gjort.
Foucault menar att de krafter som påverkat människor också är föränderliga - människan har alltid en kapacitet att förändra de faktorer som hämmar dennes frihet. Frihet är således för Foucault inte ett tillstånd, utan en praktik - ett sätt att vara i relation till sig själv, till andra och till världen. Enligt Todd May innefattar Foucaults syn på frihet även att konstruera historier såsom de Foucault konstruerade om disciplinen och sexualitetens historia - historier som undersöker och beskriver de krafter som har influerat människor till att bli det de är. Utifrån den vetskap som människor kan nå genom att utföra sådana undersökningar kan människor därefter avgöra vilka krafter de anser acceptabla, och vilka de anser oacceptabla, samt arbeta för att förändra dessa. Frihet utgörs för Foucault även av ett "experimenterande" med olika personliga "transformationer" för att se vart dessa leder. Eftersom dessa experiment inte går att kontrollera fullständigt, kan de ibland resultera i åter- eller nyskapandet av otolererbara krafter. Det är därför enligt Todd May alltid aktuellt att skapa den typ av historier som Foucault gjort, samt att utföra experimentella personliga transformationer.

#### Kritik (franska: "critique")
Foucault diskuterar även ett alternativ till den moderna subjektiviteten: kritik (franska: "critique"). För Foucault finns det inga "bra" respektive "dåliga" typer av subjektivitet, då alla är ett resultat av makt. På samma sätt menar Foucault att det inte finns några "goda" respektive "dåliga" normer. Alla normer och institutioner är på samma gång möjliggörande som de är förtryckande. Därför, menar Foucault, att det ständigt är angeläget att använda sig av det han kallar för "kritik". Kritik innefattar för Foucault att söka efter de processer och händelser som lett till vårt sätt att vara - ett ifrågasättande av vilka vi är och hur detta "vi" har uppstått. En sådan kritisk ontologi visar att vårt "varande" i själva verket är en historiskt betingad, instabil och föränderlig konstruktion. Foucault betonar att eftersom vårt nuvarande varande inte är en nödvändighet, är det också möjligt att förändra vårt varande. Kritik innefattar även att undersöka hur och när människor blir möjliggjorda och när de blir förtryckta av det nuvarande sättet att vara (som tar sig i uttryck i samhällets normer och institutioner), samt att hitta sätt att minska begränsningar, motstå normalisering och utveckla nya och annorlunda sätt att relatera till sig själv och andra. Foucault menar att det är omöjligt att gå bortom/undgå makten, men att det alltid är möjligt att navigera dessa maktrelationer på annorlunda sätt.

#### Epimeleia heautou, "omsorg av självet"
Som ett alternativ till det moderna "sökandet" efter det "sanna jaget", och som en del av "frihetens arbete", diskuterar Foucault den antika grekiska frasen "epimeleia heautou", "omsorg av självet". Foucault menar att självkännedom inte eftersträvades för sin egen skull bland antikens filosofer, utan istället strävades efter i syfte att "ta hand om sig själv". Omsorg av självet består av det Foucault kallar "konsten att leva" eller "jagets teknologier". Syftet med dessa var för de antika filosoferna att bli en mer etisk människa. Subjektet utgör i detta sammanhang inte ett "djupt jag", utan snarare ett mer ytligt "jag", som genom skrivövningar, meditation och monolog försöker skapa en etisk karaktär (ethos). Foucault hittar exempel på detta bland stoikerna Marcus Aurelius och Seneca den yngre, som båda nyttjade en typ av självrannsakan där varje dags agerande reflekterades över och jämfördes med deras personliga målsättningar och värderingar. Foucault kallar dessa aktiviteter för "granskning av samvetet", och utgör inte ett "sökande" efter ett redan befinligt jag, utan istället en strävan efter att bli en viss typ av person. Ytterligare en "jagteknologi" som Foucault nämner är "kontemplation av naturen", något som bland annat stoikern Seneca ägnade sig åt. "Kontemplation av naturen" består av att betrakta sig själv och nuet från kosmos perspektiv - att betrakta nuet som ett kort, litet och passerande ögonblick i ett ändlöst stort kosmos.

### Kunskap
Foucault beskrivs av Mary Beth Mader som en epistemiologisk konstruktivist och historisist. Foucault är kritisk till den västerländska filosofin såtillvida att han menar att västerländska filosofer skapat "överförenklade" bilder av verkligheten och påstått att vi kan nå säker kunskap om världen. Ett grundläggande mål i många av Foucaults verk är att visa hur det som traditionellt betraktats som absolut, universellt och sant i själva verket är historiskt betingat. Enligt Foucault är till och med idén om "absolut och universell kunskap" en historiskt betingad idé. Detta menar Foucult dock inte nödvändigtvis behöver betyda nihilism, utan snarare att "vi alltid börjar på nytt" vad gäller kunskap. Foucault är samtidigt kritisk till att kunskapen och filosofin i modern tid saknar det Foucault kallar för en "spirituell" dimension. Med "spirituell" syftar Foucault till en särskild typ av etiskt varande, och de processer som leder till denna typ av varande. Foucault menar att en sådan form av spiritualitet var en naturlig del i den antika grekiska filosofin, där kunskap betraktades som något som endast var tillgängligt för de som hade genomgått en sådan "spirituell"/etisk transformation. Detta förändrades, menar Foucault, med René Descartes, som i "det kartesianska ögonblicket" kom fram till att självinsikt är något givet (cogito, ergo sum, "jag tänker, alltså är jag"). Från denna "insikt" drog därefter Descartes slutsatser om Gud, världen och kunskapen. Från detta ögonblick och framåt menar Foucault att kunskap inte längre är förknippat med ett etiskt leverne - i modern tid kan vem som helst nå kunskap, så länge denne är "förnuftig", utbildad, villig att delta i den vetenskapliga gemenskapen samt använder en vetenskaplig metod. Foucault är alltså kritisk till denna moderna syn på kunskap.
Foucault beskriver två typer av "kunskap": "savoir" och "connaissance", två franska termer som båda kan översättas till "kunskap" men som har särskilda betydelser för Foucault. Med "savoir" syftar Foucault till en process där subjekt skapas, och dessa subjekt samtidigt blir objekt för kunskap. Exempel på detta är psykiatri och kriminologi - dessa vetenskaper karaktäriseras av att det skapas subjekt (såsom "det rationella" subjektet, det "levande" subjektet, det "galna" subjektet, det "laglydiga" subjektet, o.s.v.) samtidigt som dessa subjekt är objekt för vetenskapernas studier och därmed också vetenskapernas kunskap (connaissance). Kunskapen om dessa subjekt/objekt utgör "connaissance", medan "savoir" syftar till processen där kunskap och subjekt/objekt skapas. En besläktad term är Foucaults term "pouvoir/savoir", direktöversatt som "makt/kunskap". Med denna term syftar Foucault till den typ av kunskap som betraktas som "sunt förnuft", men som skapats och bibehålls i denna position (som "sunt förnuft") av makt. Termen "makt/kunskap" härstammar från Jeremy Benthams idé om att panoptikoner inte endast skulle fungera som fängelsen, utan även "laboratorier" för experiment vars syften skulle vara att förändra människors beteenden. "Makt/kunskap" syftar således till maktformer där makten jämför individer, mäter skillnader, etablerar en norm från den inhämtade "kunskapen" och sedan på olika sätt påtvingar denna norm på subjekten. Detta blir i synnerhet framgångsrikt när den etablerade normen institutionaliseras (med vilket Foucault syftar till att normen/"kunskapen" finns överallt, men samtidigt saknar tydlig källa) och internaliseras. När normen har institutionaliserats och internaliseras har den effektivt blivit till människors "sunda förnuft" - det "uppenbara", det "självklara" och det "naturliga". Trots att dessa normer/det sunda förnuftet framstår som något som är "givet" och "saknar källa", menar Foucault att det sunda förnuftet (makt/kunskap) även påverkar den explicita kunskapen (vetenskaplig kunskap). Ellen K. Feder menar att ett exempel på detta är antagandet "att världen består av kvinnor och män". Feder menar att denna term i vida kretsar betraktats/betraktas som "sunt förnuft", ett sunt förnuft som i sin tur påverkat vetenskaper såsom psykiatri. Ett exempel på detta som Feder nämner är diagnosen könsidentitetsstörning, som under 70-talet användes bland annat för barn som hade "avvikande könsbeteendemönster", d.v.s. klädde sig i "fel" kläder, lekte med "fel" leksaker, och så vidare. "Behandlingen" bestod då bland annat av att föräldrarna fick i uppgift att med olika medel uppmuntra sitt barn till att bete sig på ett sätt som var i enlighet med könsnormerna.

### Antihumanism
Foucault skriver i Les mots et les choses ("Tingens ordning") att "människan" är dömd till att försvinna. Enligt Roger Paden syftar "människan" i detta avseende till den filosofiska humanismen. Paden menar att Foucaults samlade verk kan läsas som en direkt kritik mot humanismen, och att Foucault därmed är en "antihumanist". Paden beskriver bland annat hur Foucault, med inspiration från Friedrich Nietzsches verk Zur Genealogie der Moral: Eine Streitschrift ("Till moralens genealogi"), försökte beskriva "subjektet" och "kunskapens" genealogi. Med "genealogi" syftade Foucault till en metod för att spåra nuet och nuvarande sociala praktikers historia. Foucault kritiserade bland annat den humanistiska idén om att det finns en bestående mänsklig natur och att kunskap kan grundas i en sådan mänsklig natur. Enligt Foucault är såväl den mänskliga naturen, förnuftet och kunskapen sociala konstruktioner som formats av sina respektive historier, historier som Foucault genom sina genealogier försöker redogöra för.